# Tõnu Kaljuste
Tõnu Kaljuste (Tallinn, 28 augustus 1953) is een Estisch dirigent.

## Levensloop
Kaljustes ouders waren Heino Kaljuste (1925–1989), een Estisch koordirigent, en Lia Kaljuste, een radioverslaggever. Als kind zong Kaljuste in het koor van zijn vader. Hij doorliep het muziekgymnasium in Tallinn (Estisch: Tallinna Muusikakeskkool), waar hij in 1971 zijn diploma kreeg. Daarna volgde hij de dirigentenopleiding aan het conservatorium in Tallinn (nu de Estische Muziek- en Theateracademie), waar hij in 1976 afstudeerde. Zijn docenten waren Jüri Variste en Roman Matsov. Tussen 1976 en 1978 volgde hij een postacademische opleiding aan het Conservatorium van Sint-Petersburg (dat toen Conservatorium van Leningrad heette).
Kaljuste nam in 1974 de functie van zijn vader over als dirigent van het Ellerhein Kamerkoor, een ensemble dat koormuziek zong van de renaissancetijd tot en met de muziek van tijdgenoten. Tussen 1978 en 1980 verzorgde hij een opleiding tot koordirigent aan het conservatorium van Tallinn. In 1980 won hij de prijs voor de beste dirigent bij de Béla Bartók Internationale Korenwedstrijd, die jaarlijks gehouden wordt in Debrecen, Hongarije. Met financiële steun van de regering van de Estische Socialistische Sovjetrepubliek vormde Kaljuste in 1981 het Ellerhein Kamerkoor om tot een ensemble van fulltime beroepszangers onder de nieuwe naam Estisch Filharmonisch Kamerkoor. Kaljuste dirigeerde tussen 1978 en 1995 ook bij de Nationale Opera Estonia.
Toen Estland in 1991 zijn onafhankelijkheid had hersteld, konden Estische musici vrijelijk naar het buitenland reizen en muziek opnemen voor buitenlandse platenlabels. Er was ook geen verboden muziek meer. Kaljuste werd bekend door zijn opnames voor ECM Records van het werk van Estische componisten als Veljo Tormis, Erkki-Sven Tüür, Heino Eller en Arvo Pärt.
In 1993 vormde hij het Tallinns Kamerorkest, dat onder zijn leiding een aantal platenopnamen maakte met het Estisch Filharmonisch Kamerkoor. Tussen 1994 en 2000 was hij tevens chef-dirigent van het Zweeds Radiokoor en tussen 1998 en 2000 van het Nederlands Kamerkoor.
In 2001 droeg Kaljuste het Estisch Filharmonisch Kamerkoor en het Tallinns Kamerorkest over aan Paul Hillier. Sindsdien is hij freelance dirigent. Hij valt in bij koren en orkesten overal in de wereld en geeft bovendien workshops en masterclasses voor aankomende koordirigenten. Hij organiseert ook festivals.
Hij is lid van de Koninklijke Zweedse Muziekacademie en drager van de Estische Orde van de Witte Ster.
Kaljuste dirigeert werken vanaf de renaissancetijd tot en met de 21e eeuw. Behalve werken van Estische componisten heeft hij ook werken van onder andere Ludwig van Beethoven, Wolfgang Amadeus Mozart, Krzysztof Penderecki, Sergej Rachmaninov, Alfred Schnittke, Sergej Tanejev en Antonio Vivaldi op de plaat gezet.
Arvo Pärt, Veljo Tormis en Erkki-Sven Tüür hebben stukken speciaal voor Tõnu Kaljuste geschreven.
- Bibliothèque nationale de France: cb139642257 (data)
- Gemeinsame Normdatei: 134904176
- International Standard Name Identifier: 0000 0001 0939 5967
- Library of Congress Control Number: nr92036443
- Nationale Bibliotheek van Letland: 000116256
- MusicBrainz: c0c3e369-58b3-44ff-94cf-f09af1117980
- Nationale Bibliotheek van Tsjechië: xx0113712
- Nederlandse Thesaurus van Auteursnamen: 329521365
- LIBRIS: 211413
- Système universitaire de documentation: 080491995
- Virtual International Authority File: 120116773
- WorldCat: E39PBJyCDwK6Rd4RcJMqgMYHG3